# NGC 4676
NGC 4676 = IC 819/20 (manchmal Die Mäuse genannt) ist ein Paar interagierender Galaxien im Sternbild Coma Berenices am Nordsternhimmel, das etwa 296 Millionen Lichtjahre von der Milchstraße entfernt ist. Die beiden Galaxien kollidierten vor etwa 150 Millionen Jahren und werden in etwa 400 Millionen Jahren zu einer elliptischen Galaxie verschmelzen.
Halton Arp gliederte seinen Katalog ungewöhnlicher Galaxien nach rein morphologischen Kriterien in Gruppen. Dieses Galaxienpaar gehört zur Klasse der Galaxien mit Anzeichen für eine Aufspaltung.
NGC 4676 wurde am 13. März 1785 vom deutsch-britischen Astronomen Wilhelm Herschel entdeckt.